# Darwinisme quantique
Le darwinisme quantique est l'une des pistes proposées pour résoudre le problème de la mesure quantique. Cette théorie, développée par H. Dieter Zeh et Wojciech Hubert Zurek au début des années 1980, n'est pas confirmée ni infirmée en 2020 mais elle est sujette à des tests expérimentaux, en cours de développement.

## Principe
Un système quantique est caractérisé par une fonction d'onde assimilable à une superposition d'états. Elle donne la probabilité que la mesure d'une propriété (par exemple la position, la vitesse ou le spin d'une particule) donne tel ou tel résultat. Selon l'interprétation de l'école de Copenhague, après la mesure les autres états initialement possibles ont disparu, la fonction d'onde s'est « effondrée ». Cette interprétation, qui fait jouer un rôle particulier au monde macroscopique classique alors que ce dernier n'est que la réunion d'un très grand nombre d'objets soumis à la mécanique quantique, est difficilement acceptée par un certain nombre de physiciens, qui ont proposé plusieurs pistes pour y échapper.
Le darwinisme quantique considère que la sélection d'un état quantique (un résultat de mesure) parmi tous les états (résultats) possibles résulte de l'interaction de la particule (plus généralement, du système quantique) avec son environnement, qui sélectionne le plus « apte », celui qui génère après l'interaction le plus grand nombre de copies de lui-même.

## Tests expérimentaux
Trois expériences dévoilées en 2018 et 2019 testent la théorie, avec jusqu'à présent des résultats positifs mais non concluants. Les deux premières, l'une à Rome (Italie) et l'autre à Hefei (Chine), font passer les photons d'un laser à travers des dispositifs optiques. La troisième, menée en Allemagne, étudie le spin de l'électron célibataire d'un défaut cristallin azote-lacune dans un diamant.